# Archiv für Agrargeschichte
Das Archiv für Agrargeschichte (AfA) ist ein im Jahr 2002 gegründetes Archivportal für Agrargeschichte mit Sitz in Bern.
Im Dezember 2024 wurde bekannt, dass die Eidgenossenschaft das Archiv für Agrargeschichte neu als Forschungseinrichtung von nationaler Bedeutung anerkennt und in den nächsten vier Jahren Beiträge von insgesamt rund 880'000 Franken an die Betriebskosten gewährt.
Das Archiv für Agrargeschichte ist Gründungsmitglied der European Rural History Organisation.
Der Initiant und Leiter des Archivs für Agrargeschichte ist der Historiker Peter Moser. Die Nationalrätin Christine Badertscher ist Präsidentin des Vorstands. Im Vorstand ist u. a. auch alt Regierungsrat Christian Wanner vertreten.